# حبشية (السفيرة)
حبشية قرية سوريّة تتبع إداريّاً لمحافظة حلب منطقة السفيرة ناحية مركز السفيرة، بلغ تعداد سكانها 962 نسمة حسب التعداد السكاني لعام 2004.